# Ebru Yaşar

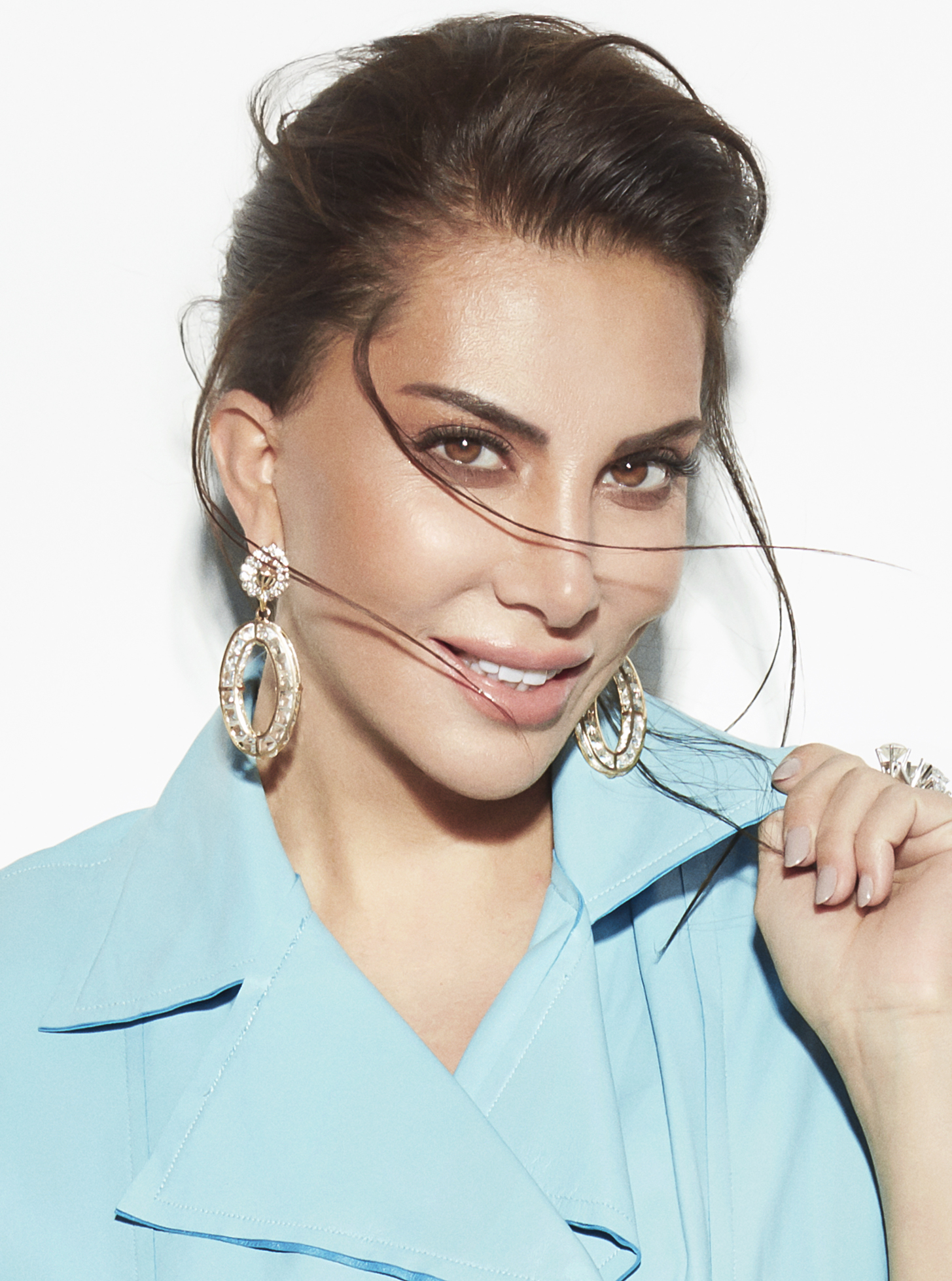
Ebru Yaşar

Ebru Yaşar (* 8. August 1977 in Ankara) ist eine kurdischstämmige türkische Popmusikerin.

## Leben
Ebru Yaşar studierte an dem Türkischen Musikstaatskonservatorium, das zu der Istanbuler Technischen Universität gehört.
Ihre Musikkarriere begann in dem Jahr 1995, als sie noch 17 Jahre alt war, mit der Single Bu Sahilde und dem gleichnamigen Debütalbum. In dem Jahr 2017 konnte sie mit dem Album Haddinden Fazla und den dazugehörigen Singleauskopplungen ein erfolgreiches Comeback feiern. In ihrer bisherigen Musiklaufbahn machte sie mit weiteren Hits wie Seni Anan Benim İçin Doğurmuş, Aşkımız Buraya Kadar, Yeşillenirim, Kalmam, İçime Ata Ata, Kehribar oder Yoksun auf sich aufmerksam.

## Diskografie

### Alben
- 1995: Bu Sahilde
- 1997: Sevenler Ölmez
- 1999: Seni Anan Benim İçin Doğurmuş
- 2003: Aşkımız Buraya Kadar
- 2006: Yeşillenirim
- 2008: Seviyorum Seni
- 2011: Delidir
- 2013: Sanat-ı Ebru
- 2017: Haddinden Fazla
- 2021: Gel De Sevme

### EPs
- 2024: Yine Çalıyor

### Singles
| - 1995: Bu Sahilde - 1995: Vurulur Düşlerim - 1997: Sevenler Ölmez - 1999: Seni Anan Benim İçin Doğurmuş (Cameoauftritt von İbrahim Tatlıses) - 1999: Sırtımdan Vurdu - 1999: Yalan - 1999: Zehir Oluyor - 2003: Aşkımız Buraya Kadar - 2003: Yeminim Var - 2004: O Değil - 2006: Yeşillenirim - 2006: Ne Doktorlar Ne Mühendisler - 2006: Ateşten Gömlek - 2007: Gel Neredeysen - 2008: Seviyorum Seni (mit İsmail YK) - 2008: Eğer - 2008: Kararsızım - 2011: Delidir - 2011: Gözlerimde Gece Oldu - 2012: Ağlayamıyorum - 2013: Aşkın Bende Bir Ömür | - 2014: Ben Aşkı Ölümsüz Bilenlerdenim (mit Ahmet Selçuk İlkan) - 2014: Cumartesi (mit Tan Taşçı) - 2017: Nasıl Uyuyorsun - 2017: Ben Ne Yangınlar Gördüm - 2017: Havadan Sudan - 2017: Öldüm Sahiden - 2018: En Güzel Yenilgim (mit Emrah Karaduman) - 2019: Alev Alev - 2020: Kalmam - 2021: Yalnız Uyunmaz - 2021: Ben Bilmem - 2021: Sessize Aldım - 2021: İçime Ata Ata (mit Burak Bulut & Kurtuluş Kuş) - 2022: İğne İplik - 2023: Kehribar (mit Burak Bulut) - 2024: Yoksun (mit Siyam) - 2024: Kafamın İçi (mit Siyam & Zeyd) - 2024: Yine Çalıyor - 2024: Anılara Dalarız (mit Burak Bulut & Kurtuluş Kuş) - 2025: Affet (mit Burak Bulut) - 2025: Yıllar Sonra - 2025: Sanmadan Git (mit Sıla Şahin & Samet Kardeşler) |

## Auszeichnungen
- 1999: Altın Kelebek Award in der Kategorie Beste Fantezi-Musikerin
- 2000: Kral Türkiye Müzik Award in der Kategorie Beste Fantezi-Musikerin
- 2000: Kral Türkiye Müzik Award in der Kategorie Song des Jahres (für Seni Anan Benim İçin Doğurmuş)
- 2017: Altın Kelebek Award in der Kategorie Beste Fantezi-Musikerin
- 2021: Altın Kelebek Award in der Kategorie Beste Fantezi-Musikerin
- 2022: Altın Kelebek Award in der Kategorie Beste Fantezi-Musikerin
- 2024: Altın Kelebek Award in der Kategorie Beste Fantezi-Musikerin